# Araioses
Araioses este un oraș în unitatea federativă Maranhão, Brazilia.